# Liste der Baudenkmale in Niepars
In der Liste der Baudenkmale in Niepars sind alle Baudenkmale der Gemeinde Niepars (Landkreis Vorpommern-Rügen) und ihren Ortsteile aufgelistet. Grundlage ist die Veröffentlichung der Denkmalliste des Landkreises Vorpommern-Rügen, Auszug aus der Kreisdenkmalliste vom Juli 2012, September 2014 (Altgemeinde Neu Bartelshagen) und November 2015 (Altgemeinde Kummerow).

## Niepars
| ID  | Lage                    | Bezeichnung                                                    | Beschreibung | Bild           |
| --- | ----------------------- | -------------------------------------------------------------- | ------------ | -------------- |
| 666 | Gartenstraße            | Kriegerdenkmal 1914/1918                                       |              |                |
| 665 | Gehag                   | Gutspark                                                       |              |                |
| 667 | Neue Straße 12 (Karte)  | Kirche mit Friedhof, Feldsteinmauer, Torpfeilern und Mausoleum |              | Weitere Bilder |
| 668 | Parkweg                 | Park                                                           |              |                |
| 670 | Schulstraße 10a (Karte) | ehemalige Schule                                               |              |                |
| 669 | Schulstraße 8 (Karte)   | Pfarrhaus                                                      |              |                |

## Kummerow
| ID     | Lage              | Bezeichnung                    | Beschreibung | Bild |
| ------ | ----------------- | ------------------------------ | ------------ | ---- |
| 10556  | Ausbau 15         | Wohnhaus                       |              |      |
| 10555A | Ausbau 3a–b       | Gutsanlage (Gutshaus mit Park) |              |      |
| 10555C | Schulstraße       | Gutsanlage (Stall A)           |              |      |
| 10555D | Schulstraße       | Gutsanlage (Stall B)           |              |      |
| 10557  | Schulstraße 2a    | ehemalige Schule               |              |      |
| 10555B | Schulstraße 32a–e | Gutsanlage (altes Gutshaus)    |              |      |

## Lassentin
| ID   | Lage                   | Bezeichnung | Beschreibung | Bild |
| ---- | ---------------------- | ----------- | --- | ---- |
| 567  | Kastanienweg 7 (Karte) | Gutshaus    | 2-gesch., 2-flügel., 7-achs., sanierter Backsteinbau vom Ende des 19. Jh. mit Holzveranda als Eingangsvorbau; Gut bzw. Domäne zählte zu den „Gustav’schen Gütern“ die König Gustav Adolf 1630 an Stralsund verkaufte. |      |
| 1346 | L 21                   | Meilenstein | |      |

## Martensdorf
| ID   | Lage               | Bezeichnung                               | Beschreibung | Bild |
| ---- | ------------------ | ----------------------------------------- | ------------ | ---- |
| 1347 | Bundesstraße B 105 | Ganzmeilenobelisk                         |              |      |
| 597A | Transitstraße      | Bahnhof (Empfangsgebäude)                 |              |      |
| 597B | Transitstraße 6    | Bahnhof (Wohngebäude und Toilettenanlage) |              |      |

## Neu Bartelshagen
| ID     | Lage                  | Bezeichnung                    | Beschreibung | Bild |
| ------ | --------------------- | ------------------------------ | --- | ---- |
| 10642D | Dorfstraße            | Stallscheune am Gutshofeingang | |      |
| 10642A | Dorfstraße 1 (Karte)  | Gutshaus                       | 1-gesch. Backsteinbau von um 1750 mit Krüppelwalm und 2-gesch. Zwerchgiebel, Umbau 1890; Gut Familien Dotenberg (16./17. Jh.), von Goeben (um 1747), von Cronhelm (ab 1767), von der Lancken (ab 1783), Eichstedt (ab 1817), von Heyden (ab um 1838), Ree (1843), zu Schellendin und Meinhold (ab 1889–1945). |      |
| 10640  | Dorfstraße 41 (Karte) | ehem. Schule                   | |      |
| 10641A | Dorfstraße 48 (Karte) | Katen                          | |      |
| 10641B | Dorfstraße 50 (Karte) | Katen                          | |      |

## Obermützkow
| ID   | Lage           | Bezeichnung                                                                      | Beschreibung | Bild |
| ---- | -------------- | -------------------------------------------------------------------------------- | ------------ | ---- |
| 672F | Altes Dorf 1   | Gutsanlage (Park)                                                                |              |      |
| 672C | Am Hofplatz    | Gutsanlage (Speicher 1 mit Wiegehaus,Speicher 2, alter Pferdestall, Stall, Park) |              |      |
| 672D | Am Hofplatz    | Gutsanlage (Portal, Park)                                                        |              |      |
| 672E | Am Hofplatz    | Gutsanlage (Teich)                                                               |              |      |
| 672A | Am Hofplatz 1b | Gutsanlage (Gutshaus, Park)                                                      |              |      |
| 672B | Am Hofplatz 6  | Gutsanlage (Wohnhaus)                                                            |              |      |

## Wüstenhagen
| ID    | Lage                       | Bezeichnung      | Beschreibung | Bild |
| ----- | -------------------------- | ---------------- | ------------ | ---- |
| 1198  | Verbindungsweg 18a (Karte) | Landarbeiterhaus |              |      |
| 1199A | Verbindungsweg 19a (Karte) | Landarbeiterhaus |              |      |
| 1199B | Verbindungsweg 20 (Karte)  | Landarbeiterhaus |              |      |

## Zansebuhr
| ID   | Lage                    | Bezeichnung | Beschreibung | Bild |
| ---- | ----------------------- | ----------- | ------------ | ---- |
| 1274 | Zansebuhr-Dorfstraße 15 | Gutsstall   |              |      |

## Quelle
- Denkmalliste des Landkreises Vorpommern-Rügen